# 坎比亞 (市鎮)
坎比亞，是愛沙尼亞塔爾圖縣的一個鄉村型市镇，位於該國東南部，行政中心設於于萊努爾梅，面積275平方公里，2021年时人口数量为12,090人。

## 行政管理
2017年爱沙尼亚行政改革后，原坎比亚市镇和于萊努爾梅市镇合并为新的坎比亚市镇。
新的市镇包括5个小镇和40个村庄。